# Maureen Howard
Maureen Howard (* 28. Juni 1930 in Bridgeport, Connecticut, als Maureen Theresa Kearns; † 13. März 2022 in Manhattan, New York City) war eine US-amerikanische Schriftstellerin.

## Leben und Werk
Maureen Kearns wurde im Sommer 1930 in eine irischamerikanische Familie in Bridgeport, Connecticut, geboren; ihre Mutter war als Lehrerin und Künstlerin aktiv, ihr Vater arbeitete als Ermittler bei der örtlichen Polizei. Kearns besuchte zunächst eine römisch-katholische Schule im nahe gelegenen Milford und dann das Smith College, das sie 1952 abschloss. Danach arbeitete sie in der Verlags- und in der Werbebranche und heiratete den Anglisten Daniel Howard, mit dem sie eine Tochter bekam. Die Ehe mit Howard endete nach einigen Jahren in der Scheidung, genauso wie ihre zweite Ehe; erst die dritte Ehe mit einem Börsenmakler ab 1981 dauerte bis zu dessen Tod 2018 an. Parallel arbeitete sie als Dozentin für Kreatives Schreiben an Hochschulen wie Princeton und Yale; etwa zehn Jahre verbrachte sie an der Columbia University. Howard lebte viele Jahre in Manhattan, wo sie 91-jährig im März 2022 verstarb.
Viele von Howards Werken beschäftigen sich mit „Frauen, die auf Probleme in Ehe und Gesellschaft treffen“; nicht selten thematisieren sie Howards eigene ethnosoziale Gruppe, die Irischamerikaner. Im Jahr 1962 veröffentlichte sie unter dem Titel Not a Word About Nightingales ihren Debütroman, drei Jahre später gelang ihr mit Bridgeport Bus der Durchbruch. Der Roman handelte von einer 35-jährigen Jungfrau aus Bridgeport, die dort immer noch mit ihrer Mutter zusammenlebt, aber aus diesem Leben ausbricht und nach New York City reist. Das Buch wurde später als Vorläufer der zweiten Welle des Feminismus betrachtet, die sich Ende der 1960er Jahre zu entwickeln begann. 1978 veröffentlichte sie das autobiografische Buch Facts of Life, das mit einem National Book Critics Circle Award ausgezeichnet wurde. Howard durchbrach mit ihren detailliert recherchierten Romanen häufig traditionelle Formen des Erzählens. Auch deshalb fanden viele ihrer Werke bei Literaturkritikern Anklang. Das galt beispielsweise für die Romane Grace Abounding (1982), Expensive Habits (1986) und Natural History (1992), die jeweils für den PEN/Faulkner Award nominiert waren. Howards Spätwerk ab 1998 besteht aus einem vierteiligen Romanzyklus, der an die vier Jahreszeiten angelehnt ist. Einen unbedeutenderen Teil ihres Werks nehmen Herausgeberschaften ein, darunter ein Essay-Band und eine zweibändige Sammlung von Kurzgeschichten Edith Whartons.

## Ehrungen
- 1978: National Book Critics Circle Award in der Kategorie „Sachbuch“ für Facts of Life[1]
- 1998: Aufnahme in die American Academy of Arts and Sciences[3]

## Veröffentlichungen
Romane
- Not a Word About Nightingales. Atheneum, New York 1962.
- Bridgeport Bus. Harcourt, Brace & World, New York 1965.
- Before My Time. Little, Brown and Company, Boston 1975.
- Grace Abounding. Little, Brown and Company, Boston 1982. ISBN 0-316-37462-8.
- Expensive Habits. Penguin, New York 1986. ISBN 0-14-009398-2.
- Natural History. W. W. Norton, New York 1992. ISBN 0-393-03405-4.
- A Lover’s Almanac. Viking, New York 1998. ISBN 0-670-87597-X.
- Big as Life. Viking, New York 2001. ISBN 0-670-89978-X.
- The Silver Screen. Viking, New York 2004. ISBN 978-0-670-03358-4.
- The Rags of Time. Viking, New York 2009. ISBN 978-0-670-02132-1.

Autobiografie
- Facts of Life. Little, Brown and Company, Boston 1978. ISBN 0-316-37469-5.

Herausgeberschaften
- Seven American Women Writers of the Twentieth Century: An Introduction. University of Minnesota Press, Minneapolis 1977. ISBN 0-8166-0796-6.
- The Penguin Book of Contemporary American Essays. Viking Press, New York 1985. ISBN 0-14-006618-7.
- Edith Wharton: Collected Stories 1891–1910. Library of America, New York 2001. ISBN 978-1-883011-93-2.
- Edith Wharton: Collected Stories 1911–1937. Library of America, New York 2001. ISBN 978-1-883011-94-9.